# Subalpinska republiken
Subalpinska republiken var en kortlivad fransk lydstat som existerade mellan år 1800 och 1802 på det tidigare Kungariket Sardiniens territorium under militärstyre av Napoleons Frankrike.

## Historia
Piemonte var en del av Kungariket Sardinien, som trots sitt namn hade sin huvudstad och administration på fastlandet. Kungariket drabbades av den första franska invasionen år 1796, då Napoleon upprättade Republiken Alba. Republiken varade inte särskilt länge då kungen av Sardinien fick tillbaka styret. Några dagar därefter i Parisfreden överlät Viktor Amadeus III av Sardinien Nice och Savojen till Frankrike. Efter en andra invasion 1798, flydde kungen Karl Emanuel IV av Sardinien till Rom.
Den Piemontesiska republiken grundades den 10 september 1798, och existerade fram till den 20 juni 1799, då republiken erövrades av österrikisk-ryska trupper. Även Kungariket Sardiniens auktoritet blev kort i Piemonte, då Napoleon återvände till den Apenninska halvön år 1800 för att återerövra det territoriet han förlorade 1799. Piemontesiska republiken återupprättades som Subalpinska republiken den 20 juni 1800.

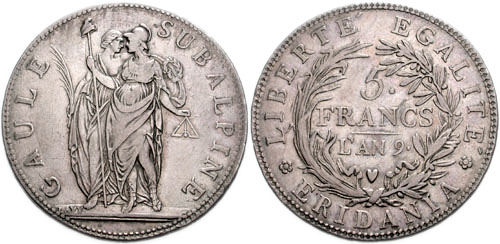
5 franc som är präglade i Subalpinska republiken

Republikens huvudstad var Turin. Den 9 juli 1800 antogs en ny flagga, som utgjordes av tre stycken horisontella band i rött, blått och guld (baserat på flaggan till den tidigare Republiken Alba). Valspråket var Liberté, Égalité som var tagit från franskans valspråk: Liberté, égalité, fraternité. Landet använde franska franc som man präglade själv.
Redan i mars 1801, blev den piemontesiska armén en del av den franska och någon månad senare hade hela republikens administration övergått till Frankrike.
Subalpinska republiken upphörde att existera den 11 september 1802, då den delades mellan Första franska republiken och Republiken Italien.